# Ethmia pusiella
Ethmia pusiella là một loài bướm đêm thuộc họ Ethmiidae, which is sometimes included in Elachistidae or Oecophoridae as a subhọ. It occurs throughout châu Âu and eastwards to the Tien Shan mountains of miền đông Trung Á.
Sải cánh dài 19–20 mm.

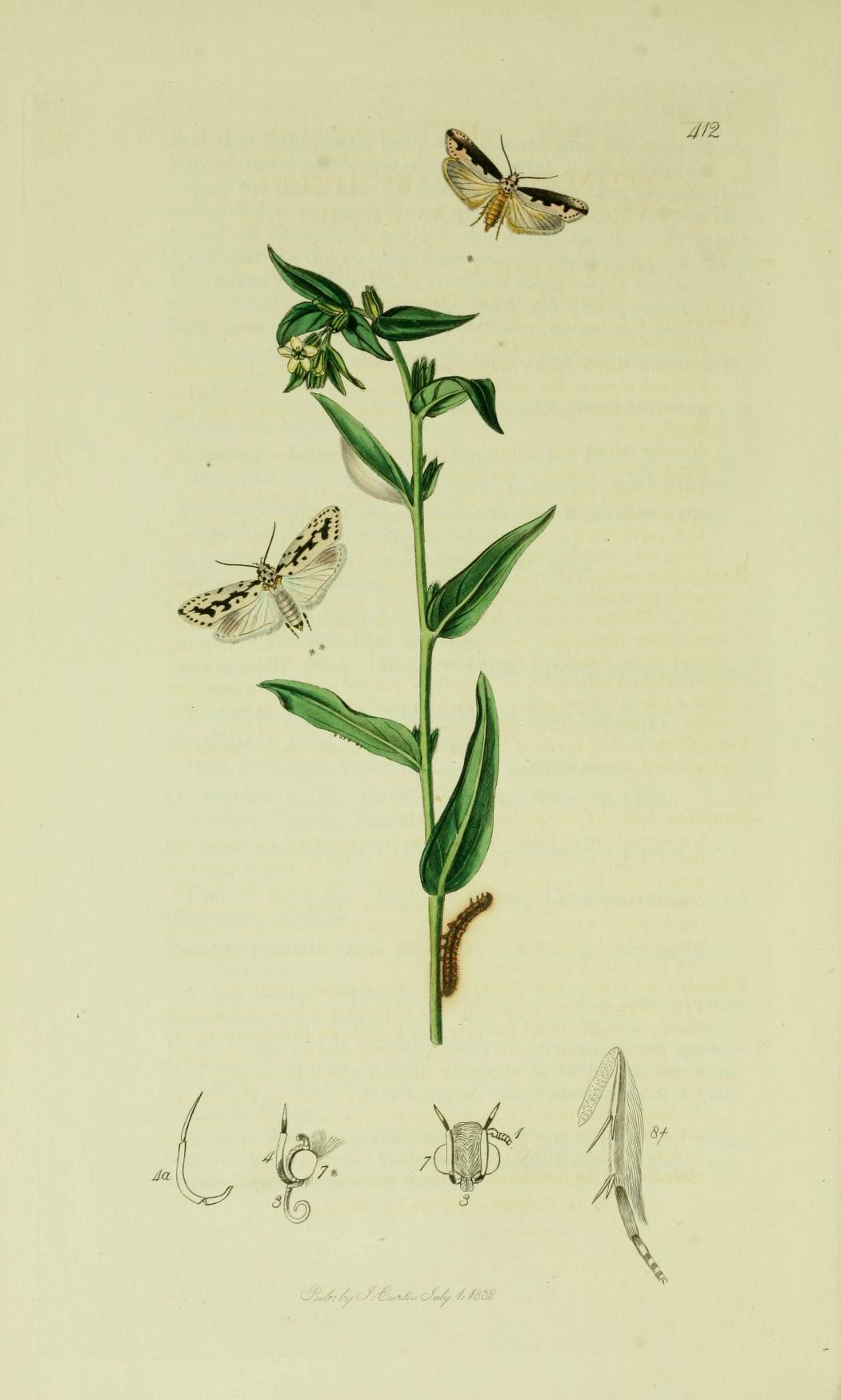
Illustration from John Curtis's British Entomology Volume 6

Sâu bướm feed on Common Gromwell (Lithospermum officinale) and Pulmonaria officinalis. They have also been recorded to be myrmecophilous.

## Phân loại
E. pusiella là loài điển hình của chi được đề nghị Anesychia and Melanoleuca, ngày nay được xem là junior synonym của Ethmia. Nó được xem xét tách khỏi Ethmia, senior synonym Anesychia phải được sử dụng.
Hai phụ loài được chấp nhận ngày nay:
- E. p. pusiella – quần thể ở phía tây, đông của dãy núi Ural và Tiểu Á
- E. p. deletella – quần thể ở phía đông, Trung Á và Tien Shan

Trước đây, E. candidella và E. fumidella được xem là biến thể của E. pusiella.
Các từ đồng nghĩa của E. pusiella:
- Ethmia deletella de Lattin, 1963
- Ethmia lithospermella (Hübner, 1789)
- Ethmia scalacella (Kühn, 1777)
- Phalaena (Tinea) pusiella Linnaeus, 1758
- Tinea lithospermella Hübner, 1789
- Tinea scalacella Kühn, 1777

## Hình ảnh

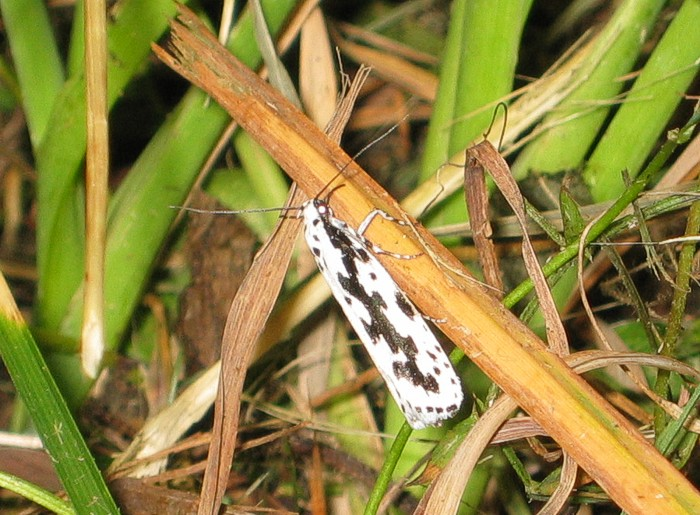

## Footnotes
1. ↑  10th edition of Systema Naturae
2. 1 2 3 4 5  See references in Savela (2003)
3. ↑  Grabe (1942), and see references in Savela (2003)